# 자유 라이선스
자유 라이선스(free license) 또는 오픈 라이선스(open license)는 다른 사람들이 다른 저작자의 작품을 재사용할 수 있게 허용함으로써 4가지 주요 자유를 제공하는 대비책을 제공하는 라이선스이다. 특별한 라이선스가 없다면 이러한 사용은 저작권법이나 상용 라이선스에 위반되는 것이 일반적이다. 대부분의 자유 라이선스는 전 세계적으로 로열티 프리에 비배타적이며 영구적이다. (저작권 기간 참고) 자유 라이선스는 크라우드소싱과 크라우드펀딩 프로젝트에 기초하는 경우가 종종 있다.
"자유 라이선스"라는 용어의 발명과 사용자 권한에 대한 초점은 1970년대 퍼블릭 도메인 소프트웨어 생태계의 해커 문화, 사회정치적 자유 소프트웨어 운동(1980년대 이후), 오픈 소스 운동(1990년대 이후)의 공유 전통과 연결되었다. 이 권리들은 자유 소프트웨어의 정의, 오픈 소스의 정의, 데비안 자유 소프트웨어 가이드라인, 자유 문화 작품의 정의, 디 오픈 네피니션의 각기 다른 분야의 각기 다른 단체들에 의해 성문화되었다. 이 정의들은 이후 법적 매커니즘으로서 저작권을 이용한 라이선스로 변화되었다. 그 뒤로 자유/오픈 라이선스의 개념은 여러 사회 부문으로 전파되었다.
오픈 소스, 자유 문화(자유-오픈 소스 운동으로 통일됨), 반저작권, 위키미디어 재단 프로젝트, 퍼블릭 도메인 지지 단체, 국제해적당이 자유-오픈 라이선스와 연계되어 있다.

## 분류 및 라이선스

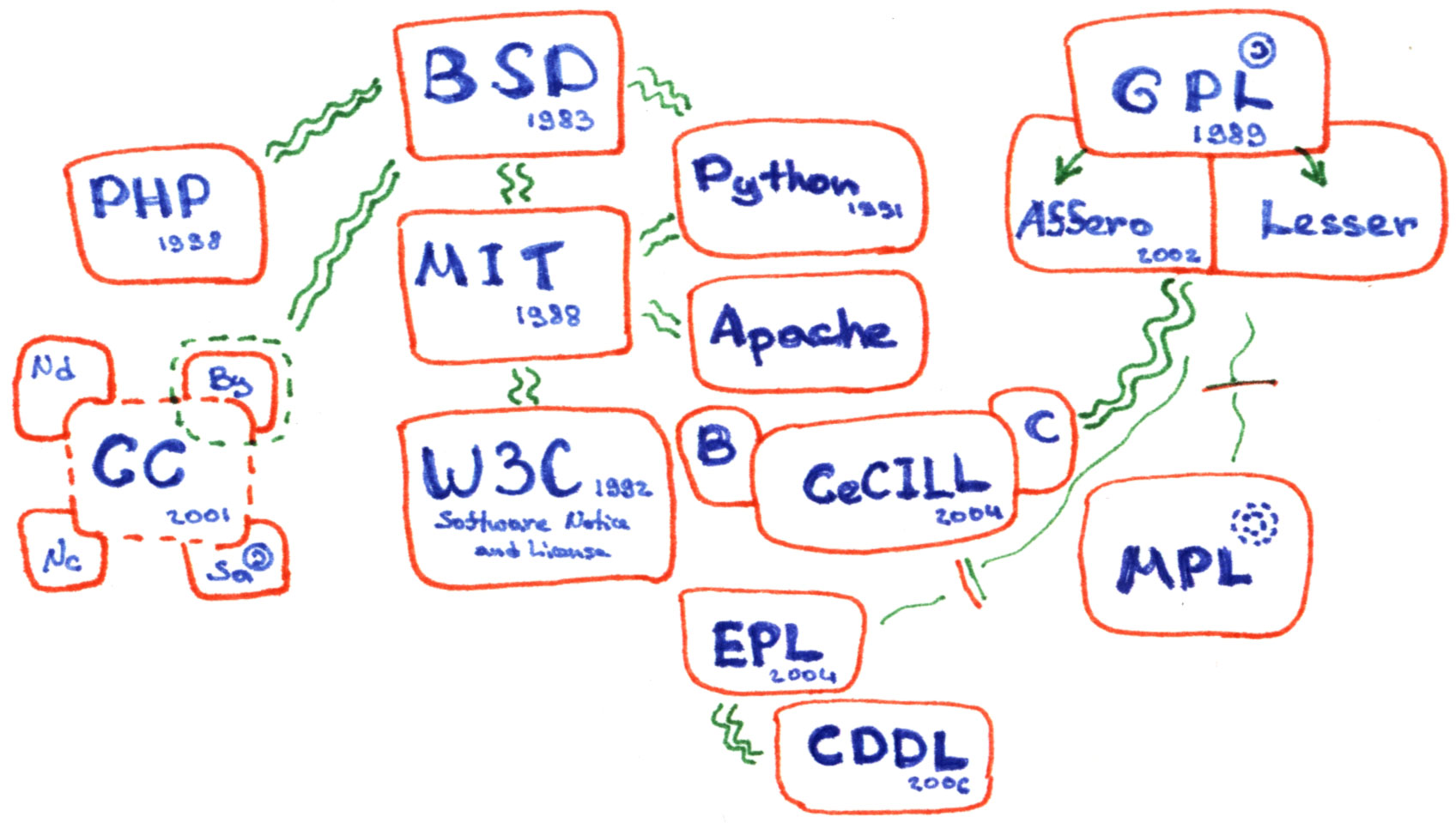
라이선스 네트워크 및 라이선스 생성.

### 자유에 따라
- 퍼블릭 도메인 관련 동의
  - 크리에이티브 커먼즈 CC0
  - WTFPL
  - 유니라이선스
  - PDDL(Public Domain Dedication and License)[4]
- 퍼미시브 라이선스
  - BSD 허가서
  - MIT 허가서
  - 모질라 공용 허가서
  - 크리에이티브 커먼즈 라이선스
- 카피레프트
  - GNU 일반 공중 사용 허가서, LGPL, AGPL
  - 크리에이티브 커먼즈 라이선스
  - 모질라 공용 허가서
  - 공동 개발 및 배포 허가서
  - GNU 자유 문서 사용 허가서
  - 프리 아트 라이선스

### 콘텐츠의 종류에 따라
- 자유 소프트웨어 사용권
  - 자유 소프트웨어의 정의
- 오픈 콘텐츠
  - 오픈 콘텐츠 라이선스
  - 오픈 퍼블리케이션 라이선스
- 자유 저작물 라이선스
  - 자유 문화 작품의 정의
- 오픈 소스 하드웨어 라이선스
- 데이터베이스 라이선스 (크리에이티브 커먼즈 v4 및 오픈 데이터베이스 라이선스)
- 오픈 특허 라이선스

### 만든이에 따라
- 자유 소프트웨어 재단
- 오픈 소스 이니셔티브
- 크리에이티브 커먼즈
- 마이크로소프트
  - 공유 소스
  - 공유 소스
- 오픈 콘텐츠 프로젝트
- 오픈 데이터 커먼즈 - Open Knowledge Foundation
  - PDDL(Public Domain Dedication and License)
  - 어트리뷰션 라이선스 (ODC-By)
  - 오픈 데이터베이스 라이선스 (ODC-ODbL)

## 문제
- 라이선스 호환성
- 라이선스 범람

### 유럽 연합
EUPL은 유럽 연합에서 창설되었다.

#### 독일
Harald Welte는 gpl-violations.org을 창설하였다.

## 같이 보기
- 라이선스 호환성
- 라이선스 범람